# Grote Kerk (Lisse)

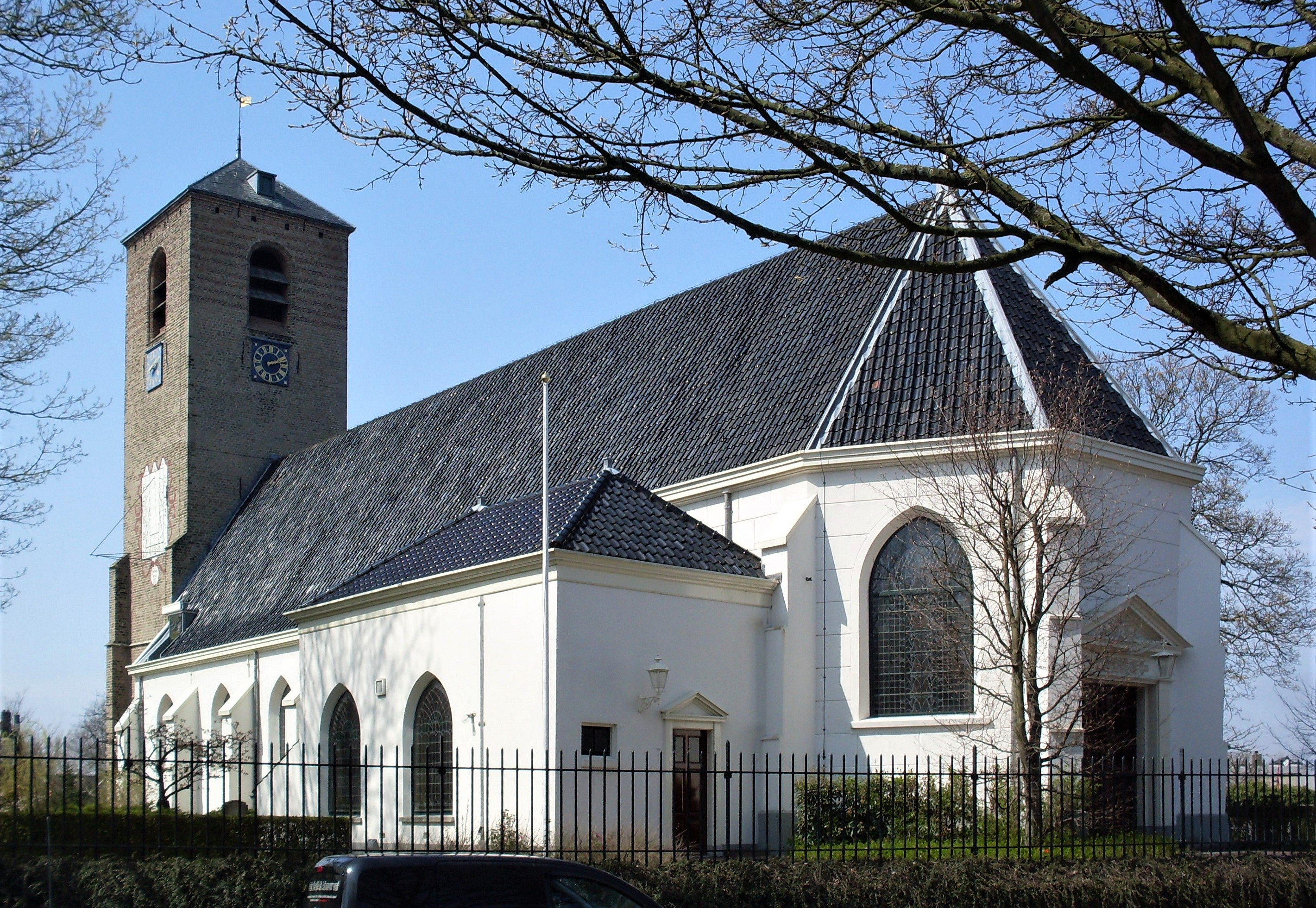
Die Grote Kerk in Lisse

Die Grote Kerk ist das Kirchengebäude einer reformierten Kirchengemeinde innerhalb der Protestantischen Kirche in den Niederlanden in Lisse (Provinz Südholland). Das Kirchengebäude ist als Rijksmonument eingestuft.

## Geschichte
Die Grote Kerk war bis zur Einführung der Reformation zu Ehren der  heiligen Agatha von Catania geweiht. Der Turm der Kirche entstand in seiner heutigen Form im frühen 16. Jahrhundert und ist teilweise mit Tuffstein verkleidet. Er geht im Kern auf den Turm einer älteren Kapelle aus dem 13. Jahrhundert zurück. Diese wurde im  15. Jahrhundert durch einen größeren gotischen Neubau ersetzt, von dem Teile des Chorraumes und des Langhauses erhalten sind. 
Nach der Zerstörung der Kirche im Zuge der Belagerung von Leiden im Jahr 1573 folgte die schrittweise Wiederherstellung des Turms vor 1590, des Langhauses 1592 und des Chores 1630, wobei der Choreingang geschaffen wurde. Im Rahmen einer Wiederherstellung wurde die Kirche 1858 verputzt. Der neugotische Nordquerarm wurde 1923 hinzugefügt. An der Südfassade des Turms wurde 1728 eine Sonnenuhr gemalt. Zum Inventar gehören ein Zehn-Gebote-Schild (1617), eine Kanzel (1668; modifiziert um 1970) und ein Grabdenkmal aus weißem Marmor für Wilhelm Adriaen van der Stel († 1733), ehemaliger Gouverneur des Kaps der Guten Hoffnung, und seine Frau Maria de Hase († 1723). Um die Kirche herum befindet sich ein eingezäunter Friedhof.